# Stoupenci zla
Stoupenci zla (v anglickém originále The Following) je americký televizní seriál o agentovi FBI, který se snaží chytit sériového vraha a jeho vraždící kult. Seriál měl svou premiéru 21. ledna 2013 a poté byla objednána celá série. Dne 4. března 2013 stanice Fox obnovila seriál na 2. sérii. V roce 2015 byla odvysílána třetí série, která seriál zcela zakončila. FOX seriál vysílala v pondělí v 21 hodin. V Česku seriál vysílala TV Nova v pondělí po 23. hodině. Třetí řadu vysílala sesterská stanice Fanda po 22. hodině.

## Děj
Seriál se zaměřuje na bývalého agenta FBI Ryana Hardyho a jeho pokus chytit sériového vraha Joea Carrolla, po jeho útěku z vězení. Hardy brzy zjistí, že se Carroll obklopil podobně přemýšlejícími lidmi (které potkal když ještě vyučoval nebo ve vězení), a vytvořil tak kult fanatických vrahů. Když je syn Joea Carrolla, Joey, unesen jeho stoupenci, FBI zjistí, že je to jen první krok v obrovském plánu, aby Carroll utekl z vězení, zesměšnil Hardyho a zabil svou bývalou manželku Claire. Zabití Claire však Ryan překazí a Carroll zmizí. Po roce dojde k několika vraždám odkazující na Carrola a ten je nucen vyjít z úkrytu. Obklopí se novými příznivci a chystá další vraždění zatímco Hardy intenzivně po něm a jeho stoupencích pátrá. Když se mu ho podaří dopadnout, musí se s ním dočasně spojit, aby zachránil Claire, která je držena v zajetí dvěma psychopatickými bratry, jejichž matka se obětovala pro Carrollovu slávu. Hardymu se podaří Claire zachránit a Carrolla zatknout. Zabíjení však neskončilo a venku zůstal ještě zbytek Carrollových příznivců a lidí, kteří usilují o Ryanovu smrt.

## Obsazení
| Kevin Bacon       | Ryan Hardy         |
| James Purefoy     | Joe Caroll         |
| Natalie Zea       | Claire Matthews    |
| Annie Parisse     | Debra Parker       |
| Shawn Ashmore     | Mike Weston        |
| Valorie Curry     | Emma Hill          |
| Nico Tortorella   | Jacob Wells        |
| Adan Canto        | Paul Torres        |
| Kyle Catlett      | Joey Matthews      |
| Sam Underwood     | Mark Grey          |
| Jessica Stroup    | Max Hardy          |
| Valerie Cruz      | Gina Mendez        |
| Gregg Henry       | Dr. Arthur Strauss |
| Connie Nielsen    | Lily Grey          |
| Zuleikha Robinson | Gwen               |
| Michael Ealy      | Theo Noble         |
| Hunter Parrish    | Kyle Locke         |
| Anna Wood         | Juliana Barnes     |

## Řady a díly
| Řada | Díly | Premiéra v USA | Premiéra v USA  | Premiéra v ČR  | Premiéra v ČR      |
| Řada | Díly | První díl      | Poslední díl    | První díl      | Poslední díl       |
| ---- | ---- | -------------- | --------------- | -------------- | ------------------ |
| 1    | 15   | 21. ledna 2013 | 29. dubna 2013  | 9. září 2013   | 16. prosince 2013  |
| 2    | 15   | 19. ledna 2014 | 28. dubna 2014  | 9. března 2015 | 27. dubna 2015     |
| 3    | 15   | 2. března 2015 | 18. května 2015 | 27. září 2015  | 15. listopadu 2015 |